# هامر نا یزره
هامر نا یزره (به چکی: Hamr na Jezeře) یک منطقهٔ مسکونی در جمهوری چک است که در ناحیه تشسکا لیپا واقع شده‌است.